# 天王星環

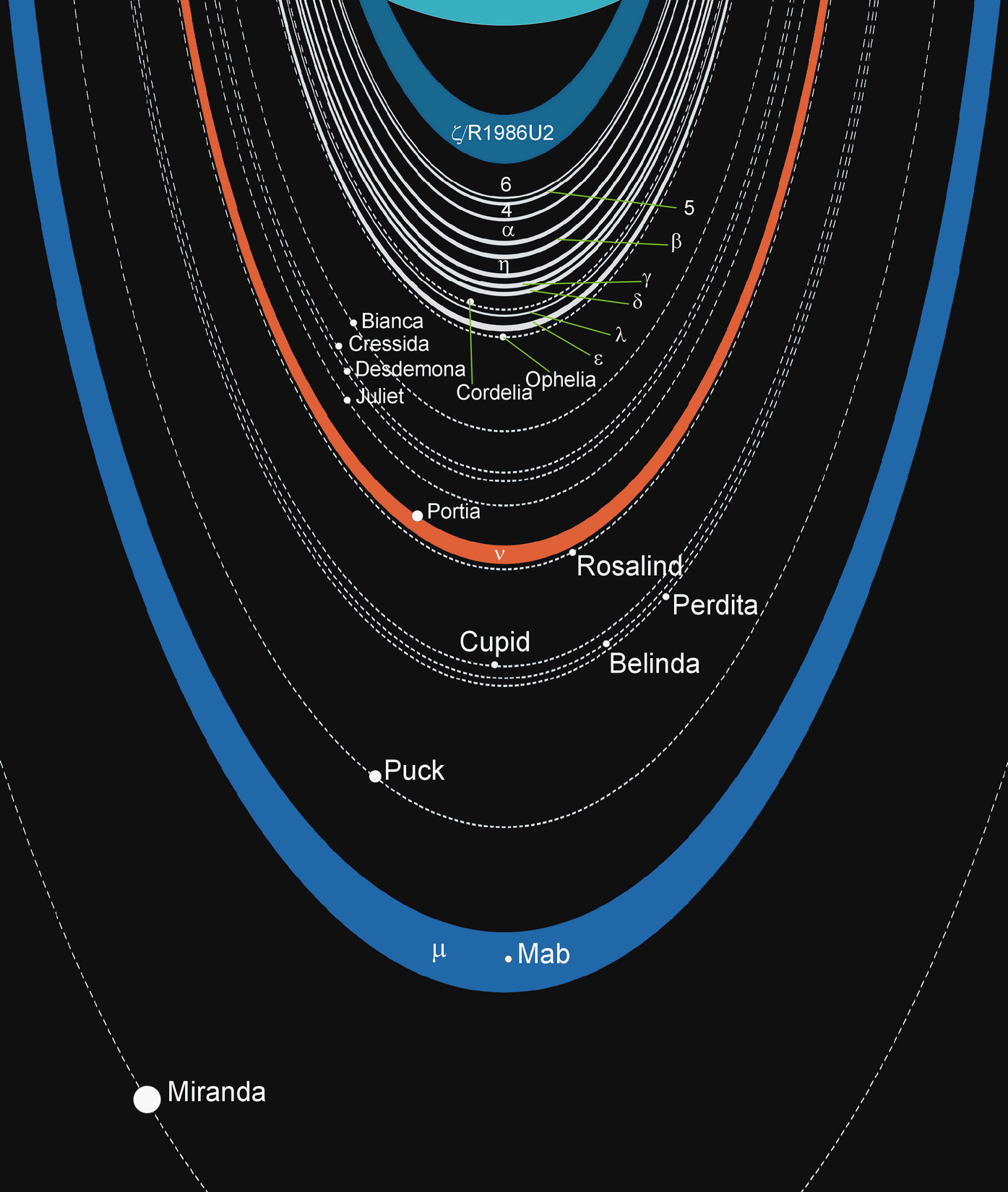
天王星的環與衛星系統的示意圖。實線表示環；虛線表示衛星的軌道

天王星環在複雜性上介於更廣泛的土星周圍系統和更簡單的木星與海王星附近系統之間。天王星的環於1977年3月10日由詹姆斯·艾略特、愛德華·鄧納姆（Edward W. Dunham）和傑西嘉·明克發現。威廉·赫歇爾也曾在1789年報告觀測到環；但因為它們非常黑暗和微弱，現代天文學家對他是否能看到它們存在分歧。
到1977年，共鑒定出9個不同的環。1986年，在“航海家2號”太空船拍攝的影像中發現了另外兩個環，並在2003-2005年的哈伯太空望遠鏡照片中發現了兩個外環。按照與行星距離增加的順序，這13個已知的環被命名為1986U2R / ζ，6，5，4，α，β，η，γ，δ，λ，ε，ν和μ。它們的半徑範圍從1986U2R / ζ環的約38,000公里到μ環的約98,000公里。主環之間可能存在其它微弱的塵埃帶和不完整的弧。環非常暗，環粒子的邦德反照率不超過2%。它們可能由水冰組成，並添加了一些經過輻射處理的深色有機物。
大部分的天王星環是不透明的，並且只有幾公里寬。環系統整體含有的灰塵很少；它主要由直徑20cm至20米的大顆粒組成。有些環在光學上很薄：寬而暗的1986U2R/ζ，μ和ν環由小的塵埃顆粒組成，而窄而暗的λ環也包含較大的物體。環系統中相對缺乏灰塵可能是由於來自天王星外逸層擴展的空氣動力學阻力。
天王星的環被認為相對年輕，其年齡不超過6億年。天王星環系統可能起源於曾經存在於行星周圍的幾顆衛星碰撞的碎片。在碰撞後，衛星可能會分裂成許多粒子，這些粒子只有在嚴格限制的最大穩定性區域，才能以狹窄的光學密度環的形式存活下來。
限制窄環的機制尚不清楚。最初，人們認為每個狹窄的環都有一對在附近的牧羊犬衛星將其圍成一個形狀。1986年，"航海家2號"只在最亮的光環（ε）周圍發現了一對這樣的牧羊犬（科迪莉亞和奧菲莉亞），儘管後來發現微弱的ν在波西亞與羅莎琳德之間。

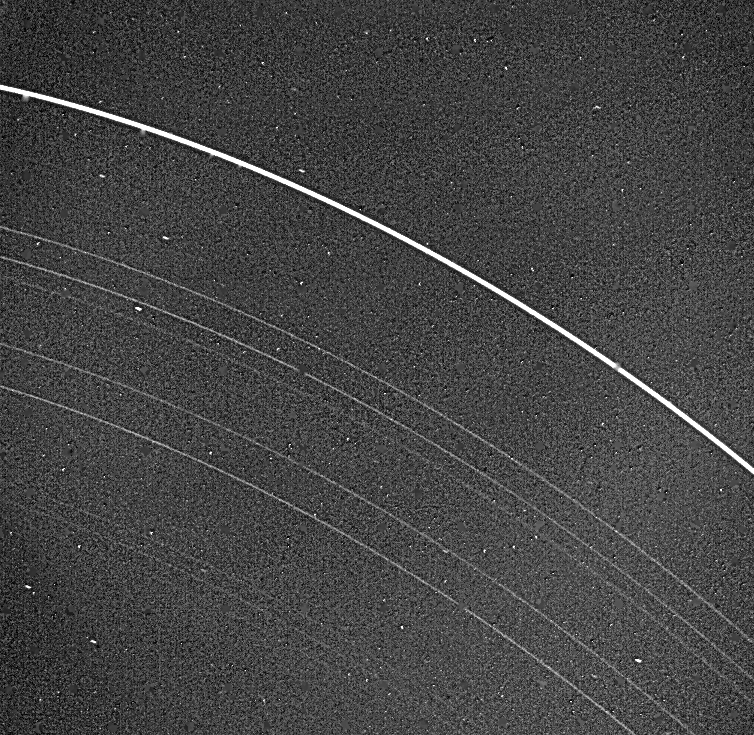
天王星的內環。明亮的外環是ε環，還可以看見其他8個環：中間是α～δ環，左下角聚集在一起的是黯淡的4～6環

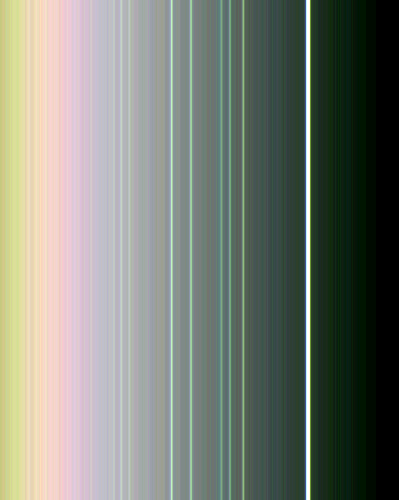
以假色顯示的內環

## 發現
威廉·赫歇耳聲稱他曾經在1789年看見天王星環，並指出該環是紅色的。但是，人們懷疑赫歇耳發現天王星環一事的真確性，全因在隨後的兩個世紀沒有一個觀測者曾經注意到環的存在。儘管如此，部份天文學家透過使用凱克天文台望遠鏡觀察，聲稱他們能夠確定了赫歇耳至少發現了ν環。
環確實的發現日期是1977年3月10日，其發現者是使用柯伊伯機載天文台觀測的詹姆斯·勒德洛·埃利奧特、愛德華·W·鄧納姆和傑西卡·明基。這個發現是很意外的，他們原本的計畫是觀測天王星掩蔽SAO 158687以研究天王星的大氣層。然而，當他們分析觀測的資料時，他們發現在行星掩蔽的前後，這顆恆星都曾經短暫的消失了五次。他們認為，天王星必須有個環系統圍繞著行星才能解釋這個現象。他們便因此發現了天王星的5個環，並將它們命名為α、β、γ、δ和ε。稍後，它們又發現了4道較暗的環，其中一個位於β環和γ環之間，而其他三個則位於α環內。使環的數量增加為9圈。位於β環和γ環之間的環被命名為η，而其餘三個環則被命名為4、5和6。天王星環是人類在太陽系中發現的第二個行星環，僅次於土星環。
天王星環於1986年正式被太空船旅行者2号拍攝。天文學家們在照片中又找到了兩個更薄弱的環，令到環的數量增加為11圈。哈伯太空望遠鏡於2003年及2005年先後發現了兩個環，令到環的數量增加為13圈。這些外圈的發現令到天王星環系統的半徑增加了一倍。哈勃還同時拍攝了兩顆未被發現的天王星小衛星。

## 一般特性
天王星共有13個環。從內至外，它們是：1986U2R/ζ、6、5、4、α、β、η、γ、δ、λ、ε、ν和μ。它們可以被分成三組：9個為狹窄主環（6、5、4、α、β、η、γ、δ、ε），2個為多塵環（1986U2R/ζ、λ），以及兩個為外環（μ、ν）。 天王星的環主要是由微粒和塵埃組成，例如1986U2R/ζ環、η環、δ環、λ環、ν環和μ環均包含塵埃。在這些環之間，可能存在著無數的薄灰塵環。這些微薄環和塵埃帶可能只是多個暫時存在的環弧。旅行者2号是透過正向散射拍攝大部份的灰塵帶。
天王星環大多是由極暗的物料組成。天王星環的幾何反照率不會超過5–6%，而球面反照率更低：低於2%。當環的相位角趨向零時，其球面反照率就會增加。這意味著他們的反照率其實還要低得多。這些環並不可能像土星環般，由純冰組成，因為純冰組成的環將會比天王星內衛星還要暗。這顯示天王星環可能是由冰和深色材料的混合物組成，類似於內衛星的物料。

## 外環系統

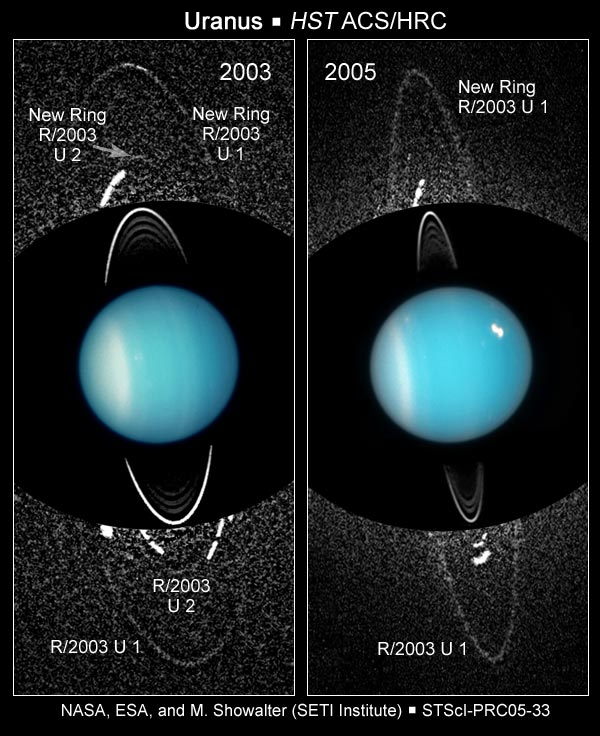
數位反射下的Mu環和Nu環（R/2003 U 1和U 2）

在2005年12月，哈伯太空望遠鏡偵測到一對早先未曾發現的圓環，現在稱為外環系統，使天王星環已知的數量增加到13圈。最外面的環稱為μ環，是較明亮的η環距離的兩倍遠。哈伯同時也發現了兩顆新的小衛星，其中的天卫二十六還與最外面的μ環共享軌道，並且被炸出來的表面物質可能是環的原料來源。
在2006年4月，凱克天文台 公布的新環影像中，最外環的一圈是藍色的，另一圈則是紅色的。
關於外環顏色是藍色的一個假說是，它由來自天卫二十六的細小冰微粒組成，因此能散射足夠多的藍光。天王星的內環看起來是呈灰色的。

## 起源
天王星環是相當年輕的，在圓環之間的空隙和混濁度上的差異顯示它們不是與天王星同時形成的。在環中的物質可能是一次高速的撞擊或是潮汐力扯碎衛星一部分形成的碎片。

## 赫協爾的觀測
部份天文學家認為威廉·赫歇耳是首個發現天王星環的人。認為威廉·赫歇耳在18世紀就觀察到天王星環的理由，首先來自於他的觀測記錄。該記錄詳述了於1789年2月22日對天王星的觀測，並包括以下的段落：「可能有一個環」。
赫歇耳在一張小圖上畫出了一個圓環，並且註明「有點傾向是紅色」。而夏威夷的凱克望遠鏡則證實了這樣的描述是真實的。赫歇耳的筆記在1797年被皇家學會印製出版，但是在1797至1977年將近二個世紀的時間，天王星環很少，甚至是根本未曾被提及。這讓部份天文學家懷疑為什麼只有赫歇耳發現了天王星環，而之後其他的數百位天文學家卻完全沒有發現。另外，即使赫歇耳給了天王星環與天王星大小的正確關係，天王星在太陽附近的移動也可能改變了環和他的顏色。

## 列表

天王星的衛星和環概要圖

這是天王星的行星環系統摘要總表：
| 环名    | 半径（公里）   | 宽度（公里） | 等深度（公里） | 厚度（米） | 倾斜角（°） | 注释                                                  |
| ζcc     | 26 840–34 890  | 8 000        | 0.8            | ?          | ?           | ζc環的向內延伸體                                      |
| ζc      | 32 000–37 850  | 3 500        | 0.6            | ?          | ?           | ζ環的向內延伸體                                       |
| 1986U2R | 37 000–39 500  | 2 500        | ?              | ?          | ?           | 黯淡的塵埃環                                          |
| ζ       | 37 850–41 350  | 3 500        | 1              | ?          | ?           |                                                       |
| 6       | 41 837         | 1.6–2.2      | 0.41           | ?          | 0.062       |                                                       |
| 5       | 42 234         | 1.9–4.9      | 0.91           | ?          | 0.054       |                                                       |
| 4       | 42 570         | 2.4–4.4      | 0.71           | ?          | 0.032       |                                                       |
| α       | 44 718         | 4.8–10.0     | 3.39           | ?          | 0.015       |                                                       |
| β       | 45 661         | 6.1–11.4     | 2.14           | ?          | 0.005       |                                                       |
| η       | 47 175         | 1.9–2.7      | 0.42           | ?          | 0.001       |                                                       |
| ηc      | 47 176         | 40           | 0.85           | ?          | 0.001       | η環的向外部分                                         |
| γ       | 47 627         | 3.6–4.7      | 3.3            | 150?       | 0.002       |                                                       |
| δc      | 48 300         | 10–12        | 0.3            | ?          | 0.001       | δ環的向內部分                                         |
| δ       | 48 300         | 4.1–6.1      | 2.2            | ?          | 0.001       |                                                       |
| λ       | 50 023         | 1–2          | 0.2            | ?          | 0?          | 黯淡的塵埃環                                          |
| ε       | 51 149         | 19.7–96.4    | 47             | 150?       | 0           | 其牧羊人衛星為天衛六和天衛七                          |
| ν       | 66 100–69 900  | 3 800        | 0.012          | ?          | ?           | 位於天衛十二和天衛十三之間，亮度頂峰處位於67至300公里 |
| μ       | 86 000–103 000 | 17 000       | 0.14           | ?          | ?           | 與天衛二十六相近，亮度頂峰位於97至700公里             |

## 相關資料
1. 1 2  Rincon, Paul. . BBC News. Apr 18, 2007  [23 January 2012]. （原始内容存档于2019-09-23）.(re study by Stuart Eves)
2. 1 2  . Physorg.com. 2007  [2007-06-20]. （原始内容存档于2011-08-11）.
3. ↑  J. L. Elliot, E. Dunham & D. Mink. . Cornell University. 1977  [2007-06-09]. （原始内容存档于2011-08-11）.
4. 1 2  Elliot, J.L.; Dunham,  E; Mink, D. . International Astronomical Union, Circular No. 3051. 1977  [2013-11-29]. （原始内容存档于2017-08-15）. |volume=被忽略 (帮助)
5. ↑  Elliot, J.L.; Dunham, E. and Mink, D. . Nature. 1977, 267 (5609): 328–330  [2007-11-13]. Bibcode:1977Natur.267..328E. doi:10.1038/267328a0. （原始内容存档于2011-08-11）.
6. ↑  Nicholson, P. D.; Persson, S.E.; Matthews, K. et al. . The Astronomical Journal. 1978, 83: 1240–1248. Bibcode:1978AJ.....83.1240N. doi:10.1086/112318.
7. ↑  Millis, R.L.; Wasserman, L.H. . The Astronomical Journal. 1978, 83: 993–998. Bibcode:1978AJ.....83..993M. doi:10.1086/112281.
8. 1 2 3 4  Esposito, L. W.  (pdf). Reports On Progress In Physics. 2002, 65: 1741–1783.
9. 1 2 3  B. A. Smith, L. A. Soderblom, R. Beebe, D. Bliss, J. M. Boyce, A. Brahic, G. A. Briggs, R. H. Brown, S. A. Collins, A. F. Cook, S. K. Croft, J. N. Cuzzi, G. E. Danielson, M. E. Davies, T. E. Dowling, D. Godfrey, C. J. Hansen, C. Harris, G. E. Hunt, A. P. Ingersoll, T. V. Johnson, R. J. Krauss, H. Masursky, D. Morrison, T. Owen, J. B. Plescia, J. B. Pollack, C. C. Porco, K. Rages, C. Sagan, E. M. Shoemaker, L. A. Sromovsky, C. Stoker, R. G. Strom, V. E. Suomi, S. P. Synnott, R. J. Terrile, P. Thomas, W. R. Thompson, J. Veverka. . Science. 1986-07-04, 233 (4759): 43–64  [2018-04-02]. ISSN 0036-8075. doi:10.1126/science.233.4759.43. （原始内容存档于2016-06-03） （英语）.
10. 1 2 3 4  Mark R. Showalter, Jack J. Lissauer. . Science. 2006-02-17, 311 (5763): 973–977  [2018-04-02]. ISSN 0036-8075. doi:10.1126/science.1122882. （原始内容存档于2016-08-06） （英语）.
11. ↑  . Hubblesite. 2005  [2007-06-09]. （原始内容存档于2011-08-11）.
12. 1 2  Burns, J.A.; Hamilton, D.P.; Showalter, M.R.  (PDF). Grun, E.; Gustafson, B. A. S.; Dermott, S. T.; Fechtig H.  (编). . Berlin: Springer: 641–725. 2001  [2013-11-29]. （原始内容存档 (PDF)于2016-06-03）.
13. ↑  Showalter, Mark R.; Lissauer, J. J.; French, R. G.;  et al. . American Astronomical Society. 2008  [2008-05-30]. （原始内容存档于2011-08-20）.
14. 1 2 3  Maureen E. Ockert, Jeffrey N. Cuzzi, Carolyn C. Porco, Torrence V. Johnson. . Journal of Geophysical Research. 1987-12-30, 92 (A13)  [2018-04-02]. ISSN 2156-2202. doi:10.1029/ja092ia13p14969 （英语）.
15. 1 2 3  Lane, Arthur L.; Hord, Charles W.; West, Robert A. et al. . Science. 1986, 233 (4759): 65–69. Bibcode:1986Sci...233...65L. PMID 17812890. doi:10.1126/science.233.4759.65.
16. ↑  de Pater, Imke; Hammel, H. B.; Showalter, Mark R.; Van Dam, Marcos A. . Science. 2007, 317 (5846): 1888–1890. Bibcode:2007Sci...317.1888D. PMID 17717152. doi:10.1126/science.1148103.
17. ↑  Karkoshka, Erich. . Icarus. 1997, 125 (2): 348–363. Bibcode:1997Icar..125..348K. doi:10.1006/icar.1996.5631.
18. 1 2 3  Baines, Kevin H.; Yanamandra-Fisher, Padmavati A.; Lebofsky, Larry A.; et al. . Icarus. 1998, 132 (2): 266–284. Bibcode:1998Icar..132..266B. doi:10.1006/icar.1998.5894.
19. 1 2 3 4  dePater, Imke; Hammel, Heidi B.; Gibbard, Seran G.; Showalter Mark R. . Science. 2006, 312: 92–94  [2007-11-13]. doi:10.1126/science.1125110. （原始内容存档于2007-10-11）.
20. ↑  Sanders, Robert. . UC Berkeley News. 2006-04-06  [2006-10-03]. （原始内容存档于2011-08-11）.
21. ↑  Stephen Battersby. . NewScientistSpace. 2006  [2007-06-09]. （原始内容存档于2012-03-15）.
22. ↑  . NASA/JPL. 1988  [2007-06-09]. （原始内容存档于2011-08-11）.
23. ↑  . BBC News. 2007-04-19  [2007-04-19]. （原始内容存档于2012-03-15）.
24. 1 2  Karkoshka, Erich. . Icarus. 2001, 151 (1): 78–83. Bibcode:2001Icar..151...78K. doi:10.1006/icar.2001.6598.
25. ↑  Holberg, J.B.; Nicholson, P. D.; French, R.G.; Elliot, J.L. . The Astronomical Journal. 1987, 94: 178–188. Bibcode:1987AJ.....94..178H. doi:10.1086/114462.
26. ↑  French, Richard D.; Elliot, J.L.; French, Linda M. et al. . Icarus. 1988, 73 (2): 349–478. Bibcode:1988Icar...73..349F. doi:10.1016/0019-1035(88)90104-2.

## 外部連結
- Uranus' Ringsby NASA's Solar System Exploration（页面存档备份，存于）
- Uranus Rings Fact Sheet（页面存档备份，存于）
- News Article: More Rings Are Found Around Planet Uranus
- Hubble Discovers Giant Rings and New Moons Encircling Uranus（页面存档备份，存于） – Hubble Space Telescope news release (2005-12-22)